# Ретикуларна теорија нервног система
Ретикуларна теорија је застарела научна теорија у неуробиологији која је тврдила да је све у нервном систему, као што је мозак, једна континуална мрежа. Концепт је поставио немачки анатом Јозеф фон Герлах 1871. године, а највише га је популаризовао нобеловац, италијански лекар Камило Голђи.
Међутим, та теорија је оповргнута каснијим запажањима шпанског патолога Сантијага Рамона и Кахала, користећи технику бојења коју је открио Голђи, а која је показала да је нервно ткиво, као и друга ткива, направљено од независних ћелија. Показало се да је ова доктрина неурона тачан опис нервног система, док је ретикуларна теорија дискредитована.
Заговорници две супротне теорије, Голђи и Рамон и Кахал, заједно су награђени Нобеловом наградом за физиологију и медицину 1906. године, „као признање за њихов рад на структури нервног система“.

## Развој теорије
Године 1863. немачки анатом Ото Фридрих Карл Дајтерс описао је постојање неразгранатог тубуларног процеса (аксона) који се протеже од неких ћелија у централном нервном систему, посебно из латералног вестибуларног језгра. Године 1871. Герлах је предложио да се мозак састоји од "протоплазматске мреже", отуда основа ретикуларне теорије.
Према Герлаху, нервни систем се једноставно састојао од једне непрекидне мреже зване ретикулум. Године 1873. Голђи је изумео револуционарну методу за микроскопско истраживање засновану на специфичној техници бојења нервних ћелија, коју је назвао "La reazione nera" ("црна реакција"). Био је у стању да пружи замршен опис нервних ћелија у различитим регионима церебро-кичмене осе, јасно разликовајући аксон од дендрита. Направио је нову класификацију ћелија на основу структуре њиховог нервног продужења, а критиковао је Герлахову теорију „протоплазматске мреже“.
Голђи је тврдио да у сивој материји посматра изузетно густу и замршену мрежу, састављену од мреже испреплетених грана аксона који долазе из различитих слојева ћелија („дифузна нервна мрежа“). Ова структура, која произилази из аксона и стога је суштински другачија од Герлахове хипотезе, изгледала је по његовом мишљењу као главни орган нервног система, орган који повезује различите церебралне области и анатомски и функционално путем преноса електрични нервни импулс. Иако су Голђијеви ранији радови између 1873. и 1885. јасно описивали аксоналне везе коре малог мозга и олфакторне луковице као независне једна од друге, његови каснији радови, укључујући Нобелово предавање, показали су да је цео грануларни слој коре малог мозга окупиран мрежом гранања и анастомозе. То је било због његовог снажног уверења у ретикуларну теорију.

## Доказивање супротног
Године 1877. енглески физиолог Едвард Шефер описао је одсуство веза између нервних елемената у омотачу медуза. Норвешки зоолог Фритјоф Нансен је такође известио 1887. да у свом докторском истраживању (Структура и комбинација хистолошких елемената централног нервног система) није нашао никакве везе између процеса ганглијских ћелија водених животиња. До касних 1880-их, почела је да се појављује озбиљна опозиција ретикуларној теорији.
Вилхелм Хис у Лајпцигу је проучавао ембриолошки развој централног нервног система и закључио да су његова запажања у складу са класичном теоријом ћелија (да су нервне ћелије појединачне ћелије), а не ретикуларном теоријом. Године 1891. други немачки анатом Вилхелм Валдејер је такође подржао теорију изјавом да је нервни систем, као и друга ткива, састављен од ћелија, које је назвао „неурони“. Користећи исту Голђијеву технику, Рамон и Кахал је потврдио да су дискретни неурони постојали, чиме је ојачао концепт доктрине о растућем неурону. Голђи, међутим, никада није прихватио ова нова открића, а контроверза и ривалство између два научника трајали су чак и након што су заједно добили Нобелову награду 1906. године. Нобелова награда се чак назива стварањем „олујног центра хистолошке контроверзе“. Рамон и Кахал је то чак прокоментарисао:
| „ | Каква окрутна иронија судбине упарити, попут сијамских близанаца, научних противника тако контрастног карактера! | ” |

Педесетих година 20. века, електронска микроскопија је коначно потврдила постојање појединачних неурона у централном нервном систему, као и постојање празнина између неурона званих синапса. Ретикуларна теорија је коначно оповргнута у целости.